# Талпа (Њу Мексико)
Талпа (енгл. Talpa) насељено је место без административног статуса у америчкој савезној држави Њу Мексико.

## Демографија
По попису из 2010. године број становника је 778.
| Група             | 2000.    | 2010.       |
| Белци             | 0 (0,0%) | 178 (22,9%) |
| Афроамериканци    | 0 (0,0%) | 5 (0,6%)    |
| Азијати           | 0 (0,0%) | 2 (0,3%)    |
| Хиспаноамериканци | 0 (0,0%) | 581 (74,7%) |
| Укупно            | 0        | 778         |